# L'Hiver dernier
Pour plus de détails, voir Fiche technique et Distribution.
L'Hiver dernier est un  drame rural belgo-franco-suisse de 2011 coécrit et réalisé par John Shank, sorti le 29 février 2012.

## Synopsis
Sur un plateau isolé, le jeune Johann (Rottiers) a repris la ferme de son père. Après qu'une grange pleine de fourrage brûle, Johann va se replier sur lui-même tandis que son monde va être amené à disparaître...

## Fiche technique
- Titre : L'Hiver dernier
- Réalisation : John Shank
- Scénario : John Shank et Vincent Poymiro
- Direction artistique : Anna Falguères
- Costumes : Marie Morel
- Photographie : Hichame Alaouié et Antoine Parouty
- Musique : DAAU
- Production : Priscilla Bertin, Elisa Larrière, Judith Nora et Joseph Rouschop
- Société(s) de production : PCT Cinéma & Télévision, Silex Films et Tarantula
- Société(s) de distribution :  Cinéart (Belgique), Le Pacte (France) et Monopole-Pathé (Suisse)
- Pays d'origine :  Belgique,  France et  Suisse
- Langue : français
- Format : couleur - 35 mm - 1.85:1 -  Son Dolby numérique
- Genre : drame
- Durée : 103 minutes
- Dates de sortie :
  - Italie : 1er septembre 2011 (Mostra de Venise)
  - France : 29 février 2012

## Distribution
- Carlo Brandt : Jacques
- Aurore Clément : Madeleine
- Anaïs Demoustier : Julie
- Florence Loiret Caille : Marie
- Vincent Rottiers : Johann
- Michel Subor : Hélier

## Distinctions

### Récompense
- Magritte 2013 : Meilleure image